# 河野基比古
河野 基比古（こうの もとひこ、1932年11月26日 - 1991年8月11日）は、日本の映画評論家、 音楽評論家。

## 人物
河野房夫、末高淑子の長男として、慶應義塾大学病院に生まれる。伯父に淑子の兄、早稲田大学商学博士、愛知学院大学名誉教授の末高信がいる。
基比古の名は両親が基督教徒であることに由来し、国文学者の笹川臨風に拠って命名された。
1956年に早稲田大学第一文学部英文科を卒業。淀川長治が主催する映画友の会に在籍、同級生には作家の生島治郎と小林信彦がいる。日本コロムビア洋楽部入社。ディレクターとして音楽制作を手掛け、渡米するようになった。
日本コロムビア退社後、日本クラウン、ワーナーパイオニアに転勤し、退社後フリーに転向。頻繁にアメリカ映画、フランス映画、日本映画を中心に取材を行うようになる。
執筆者として「キネマ旬報」、「スクリーン」（近代映画社）、日刊スポーツ映画評、サウンドトラックのライナーノーツを、他にはインタビュー、翻訳、ラジオでの映画解説などの活動を行う。
1981年12月11日に開館したミニシアターの草分け「シネマスクエアとうきゅう」では、南俊子と共に番組選定委員を務めた。
1982年3月から『木曜洋画劇場』（テレビ東京系）の解説者を5年10ヶ月に渡って担当する。
番組降板後、シアターコクーン設計のアドヴァイザー、目黒区教育委員会の委員、https://www.densan-ginza.co.jp/about-us/株式会社電産の社外取締役を務めた。1990年には統一ドイツ政府に招かれ渡独。
http://www.musicpenclub.com/ ミュージック・ベンクラブ・ジャパン(1966年、「音楽執筆者協議会」として発足）会員。
1991年、腎不全のため昭和大学病院にて死去。58歳没。

## 主な出演番組
- 木曜洋画劇場（テレビ東京、1982年～1987年）
- 音楽の旅はるか（毎日放送制作、TBS系